# 終局
| ウィキペディアには「終局」という見出しの百科事典記事はありません（タイトルに「終局」を含むページの一覧/「終局」で始まるページの一覧）。 代わりにウィクショナリーのページ「終局」が役に立つかもしれません。 |